# Централни български гробища (Солун)
Централните български гробища (на гръцки: Βουλγαρικό Εξαρχικών κοιμητήριο) в Солун са създадени през XIX век. Намирали са се до крепостната стена в източната част на града, до гръцкото гробище „Свето Благовещение“ (Евангелистрия).
Първият парцел, с площ около 3 – 4 декара, е закупен от Милош Калфа и Лазо Калфа, дърводелци, „протомастори на дюлгерския еснаф и меймар-башии“ от Дебър, които го даряват за българско гробище. Стефан Салгънджиев пише, че двамата се заели да намерят място и Милош Калфа намерил едно празно до самите гръцки гробища вън от крепостта под Кешиш-Капусу на североизток от града, купил го и го подарил за българско гробище, а Лазо Калфа засадил околовръст „яворови фиданки (по турски чинари, по грьцки — платани)“, които по време на неговото пребиваване в Солун (1868 – 1870) не били вече фиданки, а грамадни явори, наричани „Лазовите платани“; по същото това време гробището било вече попълнено с гробове.
Точната година на създаването му не се знае (според Салгънджиев преди 1870), но официалното разрешение е било дадено по-късно (първото разрешение за православно гробище в града е от 1875 година). Според гръцки източници българите още от ХVІІІ век са погребвали мъртвите си на това място, но гробището се създало през 1882 година. Факт е, че към края на 1888 година гробището функционира като българско с официално признаване от турската власт.
В 1896 година гърците се опитват да си присвоят тези гробища, но солунските власти отхвърлят претенциите им като неоснователни и признават правото на българите.
В 1900 година Солунската българска община закупва допълнителен парцел до гробищата, на който същата година издига параклиса „Свети Павел“ (днес „Свети Лазар“). Успява да издейства ферман за църквата, издаден на името на екзарх Йосиф I.
След Междусъюзническата война (1913) Солун попада в Гърция. През 1914 г. двете български гробища в Солун са унищожени: част от гробовете са изровени, костите от тях са изхвърлени и на тяхно място са погребани гърци. Правителството на Васил Радославов прави постъпки за връщането им, но безрезултатно.